# Yungasocereus inquisivensis
Yungasocereus inquisivensis (Cárdenas) F.Ritter ex D.R.Hunt è una pianta della famiglia delle Cactacee, endemica della Bolivia. È l'unica specie nota del genere Yungasocereus.